# Otto Ludwig Haas-Heye
Otto Ludwig Haas-Heye (* 16. Dezember 1879 in Heidelberg; † 9. Juni 1959 in Mannheim) war ein deutscher Modeschöpfer und Professor an der Berliner Kunsthochschule.

## Beruf
Otto Ludwig Haas-Heye leitete die Modeabteilung des Kunstgewerbemuseums in der Prinz-Albrecht-Straße 8. Er war Herausgeber der
Graphischen Modeblätter.
1923 hatte Professor Haas-Heye ein Atelier in der Kurfürstenstraße und war verantwortlich für die Kostüme und die Theaterbeleuchtung bei dem Stück Die Schlange der Durgha im Circus Busch.

## Familie
Die Eltern von Haas-Heye waren Hermanna Helene Heye und der Zeitungsverleger Hermann Julius Haas.
Haas-Heye heiratete am 12. Mai 1909 in Liebenberg Viktoria Ada Astrid Agnes Gräfin zu Eulenburg (1886–1967), eine Tochter von Philipp zu Eulenburg. 1921 wurde diese Ehe wieder geschieden. Seine Kinder waren Libertas Viktoria Haas-Heye (1913–1942) und Johannes Haas-Heye (1912–2008), „Pionier des neuen demokratischen Medienwesens im besetzten westlichen Nachkriegsdeutschland“ und Ottora Maria Haas-Heye (1910–2001), Gattin des schwedischen Botschafters Carl Graf Douglas (1908–1961) sowie Mutter von Gustaf Douglas, Elizabeth Herzogin in Bayern (* 1940), der Ehefrau von Max Emanuel Herzog in Bayern, und Rosita Spencer-Churchill (* 1943), der Ex-Ehefrau von John Spencer-Churchill, 11. Duke of Marlborough. Elizabeths Tochter, und damit seine Urenkelin, ist Sophie Prinzessin von Bayern, die Ehefrau des liechtensteinischen Thronfolgers.